# Những ngôi sao thành Eger (tiểu thuyết)
Những ngôi sao thành Eger (tiếng Hungary: Egri csillagok lit. "Stars of Eger") là một tiểu thuyết lịch sử của nhà văn Hungary Géza Gárdonyi. Nó được xuất bản lần đầu tiên vào năm 1899 và là một trong những tiểu thuyết nổi tiếng và được công nhận rộng rãi nhất ở Hungary.
Cuốn tiểu thuyết được dịch bởi Lê Xuân Giang

## Tổng quan
Câu chuyện lấy bối cảnh vào nửa đầu thế kỷ 16 và kéo dài khoảng 25 năm. Các sự kiện lịch sử chính được đề cập là cuộc chiếm đóng Buda không đổ máu, nơi ngự trị của các vị vua Hungary, vào năm 1541, và Cuộc vây hãm Eger năm 1552 (nay thuộc miền Bắc Hungary) của người Thổ Nhĩ Kỳ đã tạo thành chủ đề chính của cuốn tiểu thuyết. Câu chuyện cũng đề cập đến một số chủ đề lịch sử khác như tác động của Cải cách, mối bất hòa giữa người Hungary và Hoàng đế La Mã Thần thánh, cũng như nhiều chủ đề quan trọng chung như lòng thương xót, lòng hiếu thảo và tình yêu hôn nhân, tình bạn, lòng tin và sự trung thực.
Hầu hết các nhân vật của cuốn sách đều là nhân vật lịch sử, đặc biệt là chính người anh hùng Gergely Bornemissza, mặc dù hầu hết họ đã được lãng mạn hóa mạnh mẽ theo ý đồ của tác giả. Câu chuyện cuộc đời của Gergely trong cuốn tiểu thuyết gần như được kể lại đầy đủ, ngoại trừ vai trò là một sĩ quan trong cuộc vây hãm Eger. Éva Cecey, tình yêu và là vợ sau này của Gergely, là hư cấu; miêu tả của cô ấy trong tiểu thuyết dựa trên "người phụ nữ lý tưởng" của Gárdonyi.

## Cốt truyện
Cuốn tiểu thuyết gồm năm phần kể về cuộc đời của Gergely Bornemissza từ năm 8 tuổi cho đến năm 1552, khi ông ngoài ba mươi tuổi.
I. Gergely là một đứa trẻ mồ côi và là con trai của một phụ nữ nghèo, trong khi Éva Cecey là con gái của một địa chủ. Họ vẫn là bạn chơi. Khi đang chơi trong rừng, hai đứa trẻ bị bắt bởi một người Thổ Nhĩ Kỳ tên là Jumurdzsák và phải tham gia vào một cuộc hành trình của các tù nhân. Nhờ sự tinh ranh của cô bé Gergely, hai đứa trẻ đã trốn thoát được và sau đó còn giải thoát cho những tù nhân khác. Mẹ của Gergely chết trong một cuộc đột kích của quân Thổ Nhĩ Kỳ, nhưng cậu bé được nhà quý tộc giàu có Bálint Török nhận làm con nuôi, nơi cậu được học hành tử tế.
II. Vài năm sau, Gergely phải trải nghiệm rằng Buda bị người Thổ Nhĩ Kỳ bắt giữ do lừa dối và cha nuôi của anh là Bálint Török bị bắt làm tù binh. Gergely gặp lại Éva, lúc này đã trở thành một thiếu nữ xinh đẹp.
III. Gergely biết rằng Éva, một tay đua và chiến binh xuất sắc sẽ kết hôn với Adam Fürjes hèn nhát theo yêu cầu của nữ hoàng. Họ bỏ trốn cùng nhau và kết hôn. Cùng với một số người bạn, họ dự định giải thoát Bálint Török khỏi nhà tù của hắn ở Istanbul. Họ đến thành phố Ottoman, nhưng dù trải qua nhiều cuộc phiêu lưu, cuối cùng họ vẫn thất bại trong việc giải thoát cho nhà quý tộc Hungary.
IV. Đó là năm 1552, một lực lượng khoảng 200.000 người Thổ Nhĩ Kỳ đang tiến đến thị trấn nhỏ Eger, thành trì chỉ được bảo vệ bởi 2000 binh sĩ. István Dobó, đội trưởng của tòa thành, kêu gọi quân đội của hoàng đế đến viện trợ, nhưng không có ai đến. Gergely gia nhập lực lượng đang chuẩn bị chiến đấu ở Eger, trong khi rời Éva về nhà cùng đứa con trai nhỏ của họ. Ngay sau khi anh ta rời đi, một kẻ lạ mặt đến và bắt cóc cậu bé. Éva nhận ra rằng người lạ hẳn là Turk Jumurdzsák. Cô ấy hiểu rằng phải có mối liên hệ với cuộc bao vây Eger, vì vậy cô ấy đã cải trang thành một người đàn ông và cố gắng vào lâu đài bị bao vây.
V. Mặc dù lực lượng của người Thổ Nhĩ Kỳ áp đảo, nhưng người Hungary ở Eger vẫn có thể tự vệ. Những bức tường kiên cố của Eger và tinh thần cao độ của những người bảo vệ cho phép pháo đài chống chọi được với 5 cuộc tấn công lớn và các đợt đại bác liên tục - gần 12.000 viên đạn đại bác đã hạ cánh bên trong pháo đài trước khi cuộc bao vây kết thúc. Bằng một sự khéo léo vô song, Bornemissza đã nghĩ ra những quả lựu đạn thô sơ nhưng gây chết người và những quả bom cỡ thùng bột để sử dụng chống lại những kẻ tấn công, cũng như một bánh xe cối xay nước chứa đầy thuốc súng mà anh ta lăn vào hàng ngũ Ottoman. Éva cuối cùng cũng đến Eger. Mặc dù quân Ottoman tấn công hết lần này đến lần khác, tòa thành vẫn đứng vững, cùng với những người phụ nữ của Eger tham gia trận chiến. Cuối cùng, lực lượng Ottoman rút lui. Con trai nhỏ của Gergely và Éva được đổi lấy một cậu bé Thổ Nhĩ Kỳ đã bị bắt, và gia đình cuối cùng cũng được đoàn tụ.

## Chuyển thể thành phim
Cuốn tiểu thuyết đã được chuyển thể thành phim hai lần:
Stars of Eger (1923), một bộ phim câm của đạo diễn Pál Fejös.
Stars of Eger (1968), phim âm thanh của đạo diễn Zoltán Várkonyi